# Incidente ferroviario di Trainiti
L'incidente ferroviario di Trainiti fu uno scontro frontale tra treni merci avvenuto l'11 agosto del 1968 in corrispondenza del posto di movimento di Trainiti, sulla tratta a binario unico tra Vibo Marina e Briatico della ferrovia Tirrenica meridionale.

## Dinamica dei fatti
Alle ore 6:45 circa dell'11 agosto 1968 il treno merci derrate VV 2 giunto in corrispondenza del km 289+267 della ferrovia Tirrenica Meridionale, nei pressi del posto di movimento di Trainiti, si scontrò con il treno merci TM 7841. Ambedue i treni viaggiavano a velocità elevata per cui i locomotori si incastrarono l'uno nell'altro mentre i carri si accavallarono l'uno sull'altro in un enorme groviglio. Diciassette carri andarono distrutti e 56 furono danneggiati. Le locomotive furono danneggiate gravemente. Sul luogo dello scontro accorsero i Carabinieri, i Vigili del fuoco, agenti di pubblica sicurezza e personale delle FS; si dovette lavorare a lungo, estraendo uno per uno i ferrovieri intrappolati tra le lamiere delle locomotive. Il macchinista del 7841 giunse già morto all'ospedale di Vibo Valentia, mentre l'aiuto macchinista del VV 2 morì poco dopo il ricovero. L'incidente interruppe a lungo le comunicazioni ferroviarie nord-sud.

## I treni coinvolti
- Treno merci derrate VV 2 composto da locomotiva elettrica e 33 carri merci chiusi[1].
- Treno merci TM 7841 composto da locomotiva elettrica E.626 e 40 carri merci[1].

## L'inchiesta
Sul posto si recarono, da Catanzaro, il vice prefetto vicario, il questore e il comandante del gruppo carabinieri. L'incidente mostrò da subito le cause e le responsabilità. Il treno VV 2 non aveva rispettato il segnale rosso che proteggeva l'ingresso del treno merci in arrivo per effettuare l'incrocio nel posto di movimento di Trainiti essendo la linea ferroviaria a binario unico. L'impatto avvenne a velocità elevata e lo spazio visivo non permise la riduzione di velocità nonostante il disperato tentativo di frenatura di ambedue i treni trattandosi di materiale trainato con sistema di frenatura tipo merci e masse frenate inferiori al 100% della massa totale.

## Le vittime
Le vittime furono due, il macchinista del 7841 Gregorio Rogolino, di 39 anni, da Reggio Calabria e l'aiuto macchinista del VV 2 Francesco Cotroneo, di anni 33, da Campo Calabro. 
I feriti furono tre, di cui due in maniera gravissima, il macchinista Giovanni Cutrupi e il capotreno Antonio Maglie del VV 2; il meno grave, con prognosi di 70 giorni, fu Paolo Pace, aiuto macchinista del 7841. I cinque erano tutti ferrovieri in quanto trattavasi di treni merci.